# Правосудни систем Краљевине Југославије
У Краљевини Југославији је постојао систем редовног и ванредног судства, у оквиру којих су своје надлежности обављали судови различитих степена и врста. Донето је неколико закона који су утицали, како на правосудни систем уопште, тако и на организацију државног правобранилаштва и јавног бележништва, које су биле његов важан део.
У развоју правосудног система Краљевине Југославије може се издвојити неколико периода и законских решења поводом његове организације.

## Судови од 1918. до 1929. године
Од проглашења Краљевина Срба, Хрвата и Словенаца 1. децембра 1918. године, све до шестојануарске диктатуре коју је под својим личним режимом завео краљ Александар Карађорђевић након што је суспендовао Видовдански устав и распустио Народну скупштину, у Краљевини је функционисао судски систем који је постојао и пре њеног проглашења. Тако су у том периоду на територији Краљевине Србије судили следећи судови:
→ Општински судови. Судили су у грађанским споровима мале вредности;
→ Првостепени судови. У првом степену су судили грађанске, кривичне и трговачке спорове, изузев оних који су били у надлежности општинских судова. То су били окружни суд, Суд вароши Београда и Трговачки суд у Београду;
→ Апелациони суд. Судио је у другом степену;
→ Касациони суд. Судио је као највиша инстанца.
Хрватско-угарска нагодба из 1868. године је Хрватској и Славонији пружила пуну законодавну надлежност када је реч о правосуђу. На основу Закона о устројству судова, који је донет шест година касније, предвиђено је да у првом степену суде котарски и судбени столови. Котарски столови били су инокосно, док су судбени били зборно тело. Као виши судови и даље су били Бански стол и Стол седморице у Загребу.
Котарски и судбени столови били су организовани и на територији Војводине. Уз њих, део правосудног система били су још и краљевске табле, које су судиле као апелациони судови, и Краљевска курија, која је била највиши и ревизиони суд.

### Судски систем и положај судија према Видовданском уставу
Видовдански устав, донет 1921. године, Краљевину Југославију, односно тада Краљевину Срба, Хрвата и Словенаца, одредио је као уставну, парламентарну и наследну монархију, која је, иако вишенационална заједница, по облику државног уређења била унитарна држава, све до 1941. године. Правосудни систем који је у оквиру таквог државног уређења функционисао није на најбољи начин могао да остварује своје циљеве, што је проблем којем је по увођењу свог личног режима краљ Александар другачије приступио.
Када је реч о судству, Видовдански устав је предвидео да оно буде независно и самостално, а да судови суде у складу са законима. У својим одредбама је даље одредио да се судови организују као првостепени, апелациони и Касациони суд. Седиште Касационог суда било је у Загребу, и он је био надлежан за предмете на територији целе државе. Према члану 110. Видовданског устава, Касациони суд био је надлежан за „решавање сукоба о надлежности између управних и редовних судова“, а члан 111. одредио је да „постављање судија формално врши краљ својим указом, али је при томе везан за кандидате које изабере посебно изборно тело, чији се састав ближе одређује законом“. Поред тога, у члану 112. било је предвиђено да су „судије сталне до навршетка година старости за пензију, а пре тог рока судије се могу ставити у пензију само по писменој молби или кад телесно и душевно тако ослабе да не могу вршити своју функцију“. Одлуку о пензионисању судије у том случају доноси Касациони суд.
Устав из 1921. године је предвидео, уз општинске, апелационе и Касациони суд, оснивање и посебних, управних судова, у чијој је надлежности било да решавају по управним предметима. На челу система управних судова био је Врховни управни суд, који је у ствари био Државни савет. Половину његових чланова бирао је краљ, а другу половину Народна скупштина. Контролу над обављањем надлежности из домена управних спорова обављала је тзв. Главна контрола, која је имала једанаест чланова и председника. То је био помоћни орган Народне скупштине у чијој надлежности је било и да се стара о извршењу државног буџета и прегледу рачуна администрације. Ипак, у поређењу са општинским, апелационим и Касационим судом, управни судови, нити Главна контрола, нису били део редовног правосудног система земље, него, према речима Слободана Јовановића, „тела нарочите врсте, установљена ван редовне судске функције“.
Биле су то велике уставне гаранције судијске независности, али истина је да његове идеје никада нису сасвим заживеле: Касациони суд није основан, нити су потоњи Закон о уређењу редовних судова и Закон о уређењу редовних судија, донети септембра 1928. године ступили на снагу. Видовдански устав није успео да заиста и успостави јединствен судски систем какав је предвиђао.

## Судови од 1929. до 1941. године

### Редовни судови
Шестог јануара 1929. године отпочела је, по суспедовању Видовданског устава и распуштању Народне скупштине, диктатура под режимом краља Александра Карађорђевића. Недуго после, донет је Закон о судијама редовних судова, који је по положај судија био веома неповољан. Судије су, према овом закону, биле лишене сталности и непокретности, што се брзо одразило и на читав правосудни систем. Септембарски, односно Октроисани устав из 1931. године судијску самосталност и непокретност јесте вратио, али само у ограниченој мери, да би оне пред почетак Другог светског рата биле коначно суспендоване владиним уредбама. Судијска професија није имала учешћа у избору судија, који је обављао краљ, на предлог министра правде, што значи да је положај судства у великој мери зависио од воље извршне власти.
Закон о уређењу редовних судова за Краљевину Срба, Хрвата и Словенаца из 1929. године предвиђао је као редовне следеће судове:
→ Срески судови. Њихова надлежност била је ограничена на грађанске, кривичне, трговачке, меничне, ванпарничне и предмете извршења. Срески судови су били задужени да воде земљишне књиге и поступају у земљишним предметима који су били изузети из надлежности окружних судова. У среским судовима судио је судија појединац, што значи да је у питању инокосни суд, а укупно је било 371. срески суд на територији тадашње државе;
→ Окружни судови. Они су судили како у првом, тако и у другом степену, и то у парничним, ванпарничним и предметима извршења. Били су надлежни у стечајном поступку, поступали су као трговачки суд у местима где није било посебних трговачких судова и решавали у кривичним стварима ако им је то било поверено у надлежност Законом о кривичном поступку. За разлику од среских судова, окружни судови били су зборни орган: судије су судиле у судском већу, које је било сачињено од тројице судија. У тадашњој држави је било 69 окружних судова;
→ Трговачки суд. Могао је да суди и у првом и у другом степену, а постојао је само у Београду и Загребу. Надлежност му је била веома слична окружним судовима. Трговачки суд је такође судио у судском већу, где се његов трећи члан називао „почасни судија“.
Апелациони судови су судили у поступцима по правним лековима на пресуде окружних судова у грађанским и кривичним предметима. Било их је седам: Апелациони суд у Београду, Новом Саду, Скопљу, Подгорици, Загребу, Љубљани и Сплиту.
Касациони суд, иако предвиђен, није основан, а његова надлежност је обухватала, поред осталог, решавање у грађанским и кривичним стварима, надзор на применом закона на територији целе земље, решавање сукоба надлежности између судова, давање мишљења о постављању председника окружних судова и судија и председника апелационих судова. У овим и другим поступцима Касациони суд је одлучивао као суд највишег степена.

### Ванредни судови
Ванредним судовима је законом у надлежност дато да решавају у одређеним предметима уместо редовних судова. То су били следећи судови:
→ Државни суд за заштиту државе. Овај суд је био надлежан да одлучује поводом кривичних дела учињених против државе, владара и устава. Судије овог суда, као и њихове заменике, указом је именовао краљ, због чега је он био под његовим великим утицајем. Ово је био зборни орган: судио је у већу од седам чланова. Против одлука овог суда није била дозвољена жалба;
→ Војни судови. Било је у већим војним јединицима. У врху хијерархије војних судова налазио се Врховни војни суд. Судио је према посебним прописима за кривична дела војних лица;
→ Верски судови. Право на верске судове имале су само признате вероисповести: православна, католичка, исламска, евангелистичка и старокатоличка, док су за јеврејску заједницу важиле одредбе Аустријског грађанског законика. Верски судови су имали право јурисдикције у брачним споровима; ако су при томе ти спорови имали и имовинскоправно обележје, у предмету су били надлежни редовни судови. Верски судови су, осим тога, судили у стварима које су се тицале верских заједница и свештеника;
→ Управни судови. Управни судови су били ван организације редовног судства. Државни савет, који је био Врховни управни суд у држави, судио је другом степену у поступцима по правним лековима на одлуке управних судова првог степена, а у првом и последњем степену је одлучивао о тужбама против указа или решења министара;
→ Државни суд Врховне државне управе. Био је сачињен од три државна саветника, именована од стране краља. У његовој надлежности било је да одлучује у поступцима против министара које би за злоупотребу положаја или корупцију оптужио краљ. Ипак, чини се да је овај суд постојао само као формалност: краљ своје министре није оптуживао, те овај суд, практично, није ни радио.

## Државно тужилаштво
Државно тужилаштво представља самосталан државни орган који гони учиниоце кривичних дела и других законом кажњивих понашања, за које је предвиђено вођење поступка по службеној дужности (ex officio). Сви државни тужиоци и њихови заменици били су именовани од краља, на предлог министра правде и уз сагласност председника Министарског савета.

### Почеци државног тужилаштва

#### Почеци државног тужилаштва у Србији
Увођењу установе државног тужилаштва претходило је нормирање начина вршења оптужне функције и поверавање те функције полицијским органима или судовима. Вршење оптужне функције од стране полицијске власти можемо пронаћи у акту из 1840. године под називом Устројство окружних судова. По поменутом акту, полиција је била дужна да врши оптужну делатност јер је члан 11. Устројства окружних судова прописао да онај ко преда кривца суду мора бити и његов јавни тужилац који је дужан да кривицу приведеног докаже пред судом.
Нормативно уређење функције државног тужилаштва је потпуније извршено Законом о судском поступку у кривичним делима из 1865. године. По овом закону, власт над вођењем поступка припада среским и окружним полицијским властима, као и окружним судовима. Истрагу за кривична дела која се гоне по службеној дужности су, по правилу, преузимали полицијски органи. Судија који би преузео случај имао је статус државног тужиоца.
Законом о поступку војних судова Краљевине Србије у кривичним делима из 1901. године, уводи се војни тужилац уз јасно одређене надлежности и делокруг рада. Војне државне тужиоце је постављао војни министар указом. Према наведеном закону, војни судови функцију гоњења у свом делокругу поверавају посебном органу тј. војном тужиоцу.

#### Почеци државног тужилаштва у Краљевини СХС
Дебата о улози и положају државног тужилаштва наставила се и након стварања Краљевине Срба, Хрвата и Словенаца. У одређеном тексту објављеном 1922. године истиче се да би државни тужиоци требало да буду централни органи вођења истраге током које сви остали облици власти морају удовољити њиховим захтевима. Сматра се да би државни тужиоци успешно вршили своју професију, морају бити економски изједначени са судијама.

### Настанак државног тужилаштва
Развој установе државног тужилаштва везује се за подручје Француске у којој је Француским Закоником о кривичној истрази из 1808. године установљено државно тужилаштво као државни орган са задатком да покрене кривични поступак. Ову установу су преузеле многе европске државе - међу којима је била и Аустроугарска монархија.

#### Настанак државног тужилаштва у Краљевини Југославији
Прихватајући установу државног тужилаштва у свој правни систем, Аустроугарска је надлежност државног тужиоца проширила по целокупној територији своје државе. Тако су југословенске покрајне бивше Аустроугарске монархије задржале постојећа јавна тужилаштва која су, по стварању заједничке државе, наставила са својом делатношћу. Ипак, у бившим краљевинама Србији и Црној Гори поменута установа још није постојала. 
Државно тужилаштво је у Краљевини Југославији било установљено Законом из новембра 1928. године, тај закон је по увођењу диктатуре био замењен новим Законом о државном тужилаштву из марта 1929. године прописујући јединствену тужилачку организацију за целокупну државну територију.

### Организација државног тужилаштва у Краљевини Југославији
Државно тужилаштво у Краљевини Југославији је било организовано према територијалној организацији судова али су тужиоци први вршењу својих службених дужности били независни од судова. По речима Зорана Мирковића, услови потребни за избор државних тужилаца различитог ранга били су једнаки условима за избор судија одговарајућег ранга. Ипак, државно тужилаштво се од судске власти разликовало по томе што, као орган извршне власти, није било независно и тужиоци нису били непокретни.
Законом о државном тужилаштву није било прописано постојање установе државног тужилаштва при редовним судовима најнижег ранга тзв. среским или котарским судовима. Поменутим законом је било предвиђено да при окружним судовима постоје државни тужиоци заједно са потребним бројем њихових заменика, при апелационим судовима постојали су виши државни тужиоци са одговарајућим заменицима, као и врховни државни тужилац са својим заменицима при Касационом суду.
Закон је оснивање Врховног државног тужилаштва за целу државу одложио до стварања јединственог Касационог суда за целокупну државну територију. Ипак, Касациони суд који би имао надлежности на целокупној државној територији никада није основан те су у стварности, под различитим називима, постојала врховна државна тужилаштва у сваком од шест аутономних подручја Краљевине Југославије.

### Карактеристике државног тужилаштва у Краљевини Југославији
Карактеристике државног тужилаштва које су постојале у Краљевини Југославији, а задржале су се до данас, су хијерархијски односи и монократско устројство, представљајући неопходну компоненту за јединствене примене закона. 
Принцип хијерархијске подређености означавао је систем у коме су државни тужиоци вишег ранга надгледали рад државних тужиоца нижег ранга за чије су подручје били задужени; по законској наредби, министар правде је непосредно надгледао рад врховног државног тужиоца и виших државних тужилаца уједно вршећи општи надзор рада свих државних тужилаца на подручју државне територије. 
Монократско устројство је ипак значило да једно лице тј државни тужилац обавља послове из оквира надлежности државног тужилаштва. Као заменик државног тужиоца могао је бити именован један човек или одређен број људи. При замењивању државног тужиоца, заменик је био дужан да, у поступку пред судијом или другим државним органом, предузима све радње за које је био овлашћен и државни тужилац.

### Надлежности државног тужилаштва у Краљевини Југославији
Државно тужилаштво делује у интересу државног кривичног правосуђа. По принципу легалитета, државни тужилац је за свој задатак имао да правно гони чим има довољно сумње да је кривично дело заиста учињено. Обавезу да државном тужиоцу пруже сву потребну правну помоћ извршавајући његова наређења и молбе имале су све државне и самоуправне власти. Ако би дошло до ситуације која је потенцијално могла да угрози ток кривичног поступка, државни тужилац је могао да позове у помоћ оружану силу без посредовања друге власти. Једна од важнијих функција државног тужиоца била је заступање оптужбе због кривичних дела која се гоне по службеној дужности на главном претресу, али је такође могао заступати и оптужбу због кривичних дела која се гоне по приватној тужби, ако постоји захтев приватног тужиоца и ако се ради о јавном интересу.
У погледу његових надлежности, путем кривичног поступка можемо донети закључак да је државни тужилац као заступник оптужбе у поступку заправо господар поступка (dominus litis).
Појединим законима, као што су Закон о штампи, Закон о извршењу кривичних санкција и други, државном тужилаштву су додељиване друге функције поред гоњења учинилаца кривичних дела у кривичном поступку.

## Државно правобранилаштво
Задатак државног правобраниоца био је да се стара о имовинскоправним интересима државе. Државни правобранилац је, према томе, био заступник државе пред судовима, давао је своје мишљење о различитим државним питањима када су то од њега захтевале државне власти, вршио је послове које су му поверене од стране законом или другим општим актом и слично. Закон о државном правобранилаштву, донет 1934. године, одредио је Државно правобранилаштво као део Министарства финансија, где је било седиште Врховног државног правобранилаштва. При Врховном државном правобранилаштву је био образован Стални правнички одбор, сачињен од девет чланова, задужен да врховном правобранилаштву поставља питања министра финансија.

## Адвокатура
Адвокатура је независна и самостална служба за пружање правне помоћи физичким и правним лицима у остваривању њихових права. Адвокат је лице које је уписано у именик адвоката које је уједно положило адвокатску заклетву и бави се адвокатуром.
Историјски гледано, у средњем веку дошло је до јасног раздвајања функција гоњења, одбране и суђења. Ове функције су пре тога биле спојене у једној, функцији судије. У Краљевини Југославији, свака од ових функција је добијала свога субјекта који су ту улогу самостално остваривали, тако да су се у поступку појавиле две странке (свака са својом функцијом - гоњења или одбране), док је суд за себе задржао функцију суђења. Још у 19. веку, становници наших подручја су схватили да одбрана представља саставни и неопходни елемент кривичног, и поступка уопште као борбе странака у циљу налажења материјалне истине па је као таква добила и обележје јавно-правне установе.
Што се тиче права која окривљени има, између осталог, он је имао право да бира да ли ће своје право на одбрану од оптужбе сам да остварује (непосредна одбрана) или ће то да препусти неком другом, професионалном лицу, односно адвокату (заступничка одбрана). Према Кривичном законуку из 1929. окривљеник је био дужан да се обавести (још приликом првог саслушања) да има лично право да себи узме браниоца. У случајевима где је одбрана (адвокат) била обавезна или где је суд окривљеном сам поставио браниоца, окривљениково мишљење је било меродавно, тј. он је имао право избора браниоца. Све је ово било предвиђено у случајевима када окривљени није већ сам изабрао свог адвоката, а поред ових, окривљеник је имао право и на више од једног браниоца ако му је то било потребно.
Као што и данас постоје, и у међуратној Краљевини Југославији постојали су различити прописи о уређењу адвокатуре на појединим правним подручјима. Па тако, на подручју Србије, Црне Горе, Босне и Херцеговине и Хрватске адвокатура је била концесионирана јавна служба која је била везана за дозволу (концесију) министра правде. Поред тога што је давао дозволу за бављење адвокатуром, од министра правде је зависио и избор (промена) седишта. У Хрватској и Босни и Херцеговини број адвоката је ограничен, па је самим тим и дозвола за бављење овим послом била ограничена, јер се унапред знао сталан број адвоката за свако седиште суда. Па се тако само на упражњена, слободна места могао поставити нови адвокат. Наспрам њих, систем слободне адвокатуре, који је значио да је адвокатура као занимање била доступна свима који би испунили тражене законске услове за стицање тог звања, уједно без икакве дозволе или одобрења управних власти - постојала је на тадашњем правном подручју Војводине, Далмације и Словеније.
Закон о адвокатима из 1929. по први пут је омогућио систем слободне адвокатуре у целој Југославији. Према овом Закону, да би лице постало адвокат, био је потребан упис у именик адвоката који је водила адвокатска комора.
Услови за стицање адвокатуре били су:
- Кандидат је морао бити југословенски држављанин
- Кандидат је морао бити пословно способан
- Кандидат је морао имати завршен правни факултет (диплому правног факултета)
- Кандидат је морао имати приправничку праксу у трајању од минимум пет година (адвокатски или судски стаж)
- Кандидат је морао имати положен адвокатски испит који се полагао пред одбором од пет чланова (адвоката и судија).

Одбор је био дужан да у именик адвоката упише сваког кандидата који је испуњавао горенаведене (законске) услове, па по томе видимо да је систем слободне адвокатуре заиста спроведен. Уз то, према овом Закону, адвокати су добили право на слободан избор седишта и промену истих.
Оно што је овим Законом утврђено, а у вези је са слободном адвокатуром јесте адвокатски имунитет. Он је подразумевао одређена права која су адвокату као независном лицу била дата, а то су првенствено:
- Право да слободно износи све оно што сматра корисним за странку коју заступа
- Право да се служи свим средствима напада и одбране која се не противе закону и савести (односно да га због тих радњи нико не може позвати на кривичну или дисциплинску одговорност)
- Право адвоката да слободно, без навођења разлога одбије да заступа странку, да откаже преузето пуномоћје, и да унапред са странком уговори висину своје награде
- Право ослобађања адвоката да сведочи о ономе што му је као адвокату поверила странка, као и ослобођење од предаје списа и белешки о таквим поверљивим стварима (важно је да постоји овај, такозвани, институт адвокатске тајне, како би странка која се заступа стекла поверење у свог адвоката, а уједно и како би адвокат несметано могао да заступа интересе те странке) [21]

Поред омогућавања слободне адвокатуре, услова за стицање звања адвоката и дефинисања права тих адвоката, Закон о адвокатима из 1929. је предвидео и систем јединствене (недељиве) адвокатуре. Према овом систему, једно исто лице је припремало усмену расправу, обављало техничке послове у вези са целим процесом уједно заступајући странку на усменој расправи пред судом (износећи доказе, учествовајући у решавању процесноправвних питања итд). Значи странка је кроз цео правни или судски процес пролазила углавном са једним истим адвокатом који је радио све горенаведене послове. Јединствена (општа) адвокатура је уједно била и овлашћена да даје савете у свим правним питањима и да заступа странке пред свим државним и самоуправним властима и јавноправним телима. Поред тог система, у пракси се убрзо јављају и посебни, „специјализовани" адвокати који су заступали странке само пред одређеним државним органима. Као такви постоје и у данашњем правном систему, а пример неких од њих су адвокати кривичари, парничари итд.
Права и дужности које је адвокат имао у Краљевини Југославији била су:
1. право саветовања и заступања странака
2. право да ускрати савет и заступање
3. право да постави себи заменике
4. право на награду
5. право да задржи готовину и вредносне папире (до износа висине награде и трошкова).

Адвокати су за повреду својих дужности одговарали имовински (према одредбама СГЗ-а и АГЗ-а), кривично и дисциплински. Они су могли одговарати услед недостатка сопствене стручне спреме, или због штетног правног савета датог из непажње. Кривичним закоником из 1929. године прописана су и кривична дела: (1) повреда адвокатске тајне, (2) оштећење интереса клијента, (3) наплата не дуговане своте.
Дисциплинска одговорност адвоката је настајала повредом дужности његовог звања и понашања која нарушавају част и углед адвокатског сталежа. Дисциплинским кривицама су нарочито сматране:
1. Тражење клијената преко плаћених посредника
2. Потписивање (сигнирање) поднесака које је саставио надриписар и свако друго потпомагање надриписарства

Дисциплинске казне су пре свега биле - писмени укор, затим новчана казна, обустава адвокатуре (или приправничке праксе), брисање из именика адвоката (односно приправника). Цео овај поступак се водио пред органима адвокатске коморе.
Адвокатура као професија је престајала првенствено смрћу лица, затим губитком држављанства, остваривањем стечаја или губитком пословне способности.
Адвокатски ред је у Краљевини Југославији био аутономан и независан у заштити својих интереса и у вршењу дисциплинске власти над својим члановима. Органи адвокатске аутономије пре свегу су биле адвокатске коморе - тачније њих 8: у Београду, Загребу, Љубљани, Сарајеву, Новом Саду, Сплиту, Подгорици и Скопљу, односно највећим градовима и најважнијим центрима тадашње Краљевине. Адвокатска комора је представљала обавезно удружење свих адвоката коју су имали седиште на подручју тог Апелационог суда, што је значило да су сви тадашњи адвокати морали бити чланови одређене адвокатске коморе. Договор је био да ће се у Краљевини образовати онолико адвокатских комора колико буде неопходно, а најмање онолико колико има Апелационих судова. Свака комора је имала свој одбор, који се бирао гласачким листићима на Скупштини Коморе. Улога Скупштине Коморе била је у томе да као виши орган, чува углед, част и права адвокатског сталежа и да пази на то да адвокати поштено и савесно испуњавају своје дужности.
Улога адвокатских комора заснивала се првенствено на вршењу најважнијих одрганизационих функција попут заступања и штићења итереса адвоката и вршење надзора над њиховим радом, одлучивање о упису у комору, вођење именика адвоката и адвокатских приправника, вршење дисциплинске власти над адвокатима итд. Поред ових, „главних" задатака, коморе су имале задатак и да штите част и углед адвокатске професије и сталежа и да брину о томе да адвокати обављају своје дужности и да они сами не крше права. Адвокатске коморе су своје функције вршиле непосредно и посредно, у првом случају на скупштинама, а у другом преко свог изабраног председника, одгбора или дисциплинских већа.
Управни надзор над радом адвокатских комора пре свих је вршио министар правде, а он се огледао у овлашћењу да одобри статут адвокатске коморе којим је прописиван рад коморе и њених органа.
За разлику од савременог доба, у коме је адвокат потребан (неопходан) за свако парнично заступање, али и многим ванпарничним поступцима, у Краљевини Југославији то није био случај. Заступање адвоката за време Југославије било је потребно само у парничном поступку и то искључиво пред зборним и вишим судовима. У ванправничним поступцима и парничком поступку пред среским судом заступање адвоката није било потребно, и то је било неко опште правило које је имало бројне изузетке.
Закон о кривичном поступку из 1929. године је предвидео обавезну одбрану у кривичним предметима, односно обавезу да окривљени има адвоката (браниоца) у одређеним посебним случајевима (члан 60.) У овом члану су изричито била поменута два таква случаја:
1. У зависности од тежине кривичног дела, односно висине казне- код свих злочинстава за која су у Кривичном законику запрећене казне робије или заточења дуже од пет година
2. У зависности од личних својстава окривљеника, односно ако је окривљено лице малолетно, глуво, немо или болесно тако, да није у стању да само себе брани на суду

Сем ових, Законом означених случајева, одбрана је била факултативна, тј. одлука је била на самом окривљенику да ли ће узети адвоката (браниоца) или не.
Што се тиче повезаности адвокатуре са судством и другим правничким професијама, у адвокатски ред могли су ступити судије нижих судова, секретари виших судова са поменутим (судским или адвокатским) испитом, само ако су имали законом одређен стаж приправничког рада. Председници првостепених судова, судије виших судова и редовни професори права на Универзитету ступаали су у адвокатски ред без неопходности полагања адвокатског испита (и без обзира на стаж). Дуго је адвокатима било забрањено да се поред своје професије баве још неким стварима ( на пример да држе трговачку радњу ), али се временом та забрана уклонила, па је адвокат између осталог могао уједно да буде истовремено и професор права на факултету (хонорарно или за стално) ако је то хтео (могао).

## Јавно бележништво
Јавни бележници су свој рад заснивали на овлашћењима која су им дата од стране државне власти. У оквиру својих надлежности, исправе сачињене од стране јавних бележника, односно нотара, имале су снагу јавне исправе.
У сопственом, изворном делокругу, нотари су јавне исправе састављали о разним правним пословима, изјавама, чињеницама; могли су да издају потврде, примају на чување списе и хартије од вредности ради предаје неким другим лицима и слично. О оквиру надлежности које су им пренете од стране државне власти, суд им је поверио целу оставинску расправу, уз неколико изузетака. У извесној мери су могли обављати и надлежности које су имали адвокати.
Јавни бележници су морали да имају сталну канцеларију, непрекидно врше своју службу, нису смели да ускрате своје услуге странка, осим уколико за то нису постојали законом утврђени разлози, сведоче верно и потпуно свим чињеницама и изјавама које су се у њиховом присуству десиле и да воде регистре и пословне књиге.
Положај адвоката по доношењу Закона о адвокатима из 1929. године и јавних бележника Краљевине Југославије био је умногоме сличан: услови за стицање звања јавног бележника били су исти као услови за стицање адвокатског (уз положен правосудни уместо адвокатског испита и навршених 30 година живота као додатак). Као и адвокати, и јавни бележници су имали право да се организују у своје коморе, које су имале сличан положај и циљ као адвокатске. И нотари су били дужни да чувају податке које су им њихови клијенти поверили, а били су, такође, кривично, дисциплински и материјално одговорни. Али, постоје и важне разлике: јавно бележништво је, за разлику од адвокатске професије, која је била слободна, било под великим утицајем државне власти. Државна власт је постављала лица за јавне бележнике и надзирала њихов рад.